# Problepsis coreana
Problepsis coreana är en fjärilsart som beskrevs av Felix Bryk 1948. Problepsis coreana ingår i släktet Problepsis och familjen mätare. Inga underarter finns listade i Catalogue of Life.